# Mường Bo
Mường Bo là một xã thuộc thị xã Sa Pa, tỉnh Lào Cai, Việt Nam.

## Địa lý
Xã Mường Bo nằm ở phía đông nam thị xã Sa Pa, có vị trí địa lý:
- Phía đông giáp huyện Bảo Thắng
- Phía tây giáp các xã Bản Hồ và Thanh Bình
- Phía nam giáp xã Liên Minh
- Phía bắc giáp xã Thanh Bình.

Xã có diện tích 50,08 km², dân số năm 2018 là 4.330 người, mật độ dân số đạt 86 người/km².

## Hành chính
Xã Mường Bo được chia thành 9 thôn: Bản Pho, Mường Bo I, Mường Bo II, Nậm Củm, Nậm Lang A, Sín Chải A, Sín Chải B, Suối Thầu Dao, Suối Thầu Mông.

## Lịch sử
Địa bàn xã Mường Bo trước đây là hai xã Thanh Phú và Suối Thầu thuộc huyện Sa Pa.
Trước khi sáp nhập, xã Thanh Phú có diện tích 20,27 km², dân số là 2.340 người; xã Suối Thầu có diện tích 29,81 km², dân số là 1.990 người.
Ngày 11 tháng 9 năm 2019, Ủy ban Thường vụ Quốc hội ban hành Nghị quyết 767/NQ-UBTVQH14 (nghị quyết có hiệu lực từ ngày 1 tháng 1 năm 2020). Theo đó:
- Thành lập thị xã Sa Pa trên cơ sở toàn bộ diện tích và dân số của huyện Sa Pa
- Thành lập xã Mường Bo thuộc thị xã Sa Pa trên cơ sở sáp nhập toàn bộ diện tích và dân số của xã Thanh Phú và xã Suối Thầu.